# Cowles (Nebraska)
Cowles é uma vila localizada no estado americano de Nebraska, no Condado de Webster.

## Demografia
Segundo o censo americano de 2000, a sua população era de 48 habitantes.
Em 2006, foi estimada uma população de 44, um decréscimo de 4 (-8.3%).

## Geografia
De acordo com o United States Census Bureau, a localidade tem uma área de 1,5 km², sem área coberta por água. Cowles localiza-se a aproximadamente 546 m acima do nível do mar.

## Localidades na vizinhança
O diagrama seguinte representa as localidades num raio de 24 km ao redor de Cowles.